# Datar (Cidahu)
Datar is een bestuurslaag in het regentschap Kuningan van de provincie West-Java, Indonesië. Datar telt 3032 inwoners (volkstelling 2010).